# Ben Höfer
Ben Höfer (* 15. Juli 1990 in Lübeck) ist ein deutscher Surfer, der zurzeit als professioneller Surfer in Australien lebt.

## Leben
Höfer war zuerst als Tourist in Australien, wo er prompt sein Talent zeigte.
2011 gewann er die Junioren-Weltmeisterschaft in North Narrabeen.
2013 zog er nach Brisbane, wo er noch im selben Jahr in die Professional Surfing League aufstieg. Bei der Quiksilver Pro Gold Coast kam Höfer auf Anhieb ins Finale. Er hat seit seiner ersten Competition viele Sponsoren, heute sind es unter anderem Quiksilver, Rockstar, Modom Surf und Von Zipper Gatti Sunglasses.
2014 gewann Höfer viele Competitions und wurde zum Newcomer des Jahres 2014 ausgezeichnet, 2015 erhielt er den ASP Award.
Mittlerweile ist er fest unter den Top 10 der Welt angekommen. Sein Jahreseinkommen wird auf einen siebenstelligen Betrag geschätzt.